# Netenho
José de Araújo Cavalcante Neto, mais conhecido como Netenho, (Manaus, 20 de julho de 1990), é um atleta e youtuber brasileiro de e-Sports, notório por ter competido e conquistado diversos campeonatos, sendo eleito o melhor streamer no Prêmio eSports Brasil de 2018, além de ser indicado na edição do ano seguinte. Integrar as ligas 2Kill Gaming (2013-2014) e Stompa Top Team, onde ingressou em 2015. Netenho já fez parte do cenário competitivo de Point Blank. Atualmente Netenho joga PUBG competitivamente pela iNCO Gaming. 
Em 2020, o jogador juntamente com outros integrantes da liga "100medo", estavam com uma participação prevista para disputarem presencialmente o PGS das Américas na cidade de Berlim, porém o evento foi transferido para a modalidade online, onde venceu em 2° lugar como o time brasileiro com foco em PUBG.

## Carreira

### Counter-Strike
Netenho é gamer desde 2002, quando, com apenas 12 anos de idade, experimentou o jogo que viria a se tornar o seu primeiro contato com o estilo FPS. Nas lan houses de Manaus, junto do irmão mais velho, o jovem cultivou uma grande paixão pelas primeiras versões de Counter-Strike, e o gosto pelo game se tornou profissão. Netenho investiu na vida de pro-player, disputou seus primeiros campeonatos da região e brilhou com a camisa de equipes como all4frag e DREAM.
Jogou por muito tempo CS 1.5 e 1.6. Seu time chegou a ser o melhor da região Norte, mas, quando Counter-Strike: Global Offensive foi lançado, Netenho não curtiu muito. Foi aí que o amazonense tomou a decisão que mudaria a sua carreira. Da Valve para a Zepetto, da Dust2 para o Desert Camp, Netenho resolveu dar uma chance ao Point Blank.

### Point Blank, 2Kill Gaming e primeiras premiações
No Point Blank, Netenho viveu o seu melhor momento como pro-player. Foi eleito o MVP na primeira seletiva brasileira em 2013. Seu time, 2 Kill Gaming venceu e foi para o Mundial na Tailândia. Em solo asiático, com a camisa da 2Kill Gaming, o time conquistou o quinto lugar da competição. Já no Brasil, Netenho faturou diversos campeonatos em cinco anos de carreira. Os títulos da GameWise (2014), da Brazil Mega Arena (2015) e do CNPB (2016) são apenas alguns exemplos.

### Twitch, parceria com paiN Gaming e outras redes
Simultaneamente à vida de pro-player, Netenho também se dedicava às streams, mas foi apenas em 2018 que ele decidiu concentrar-se 100% no novo desafio. Viu que tinha um grande apoio da galera quando fazia streams na época que jogava o competitivo, então resolveu largar tudo e investir só nisso.
Netenho iniciou a sua trajetória na Twitch TV, investiu no sucesso de Playerunknown's Battlegrounds (PUBG), fechou parceria com a paiN Gaming e explodiu. Na plataforma, seu canal alcançou rapidamente a marca de 206 mil seguidores. No YouTube, o influenciador já conta com quase um milhão de inscritos. Agora no Facebook, o amazonense continua acumulando boas médias de público. Além das 3.100 horas de transmissão acumuladas durante o período, o craque dos FPSs também conquistou uma legião de fãs.

## Filantropia
O Prêmio eSports Brasil, maior premiação de esportes eletrônicos da América Latina, reuniu pela primeira vez os vencedores do Prêmio de Melhor Streamer das edições de 2017, 2018 e 2019, Felipe "Yoda", Neto "Netenho" e Lucio "Cerol", para uma ação social visando ajudar a CUFA - Central Única das Favelas, que tem como objetivo auxiliar famílias de comunidades de todo o Brasil.
Na ação que ocorreu 12 de abril de 2020, as três personalidades do esporte eletrônico fizeram livestreams interagindo e jogando juntos, cada um utilizando seu respectivo canal de transmissões ao vivo. Todas doações arrecadadas durante a ação foram destinadas ao programa Mães da Favela, criado no mês de abril para auxiliar mães solo moradoras de favelas de 17 estados e do Distrito Federal, que estão sendo fortemente atingidas pelos reflexos da pandemia de COVID-19 no Brasil.

## Prêmios e Competições

### Campeonatos

#### Campeonatos da CS 1.6 (2008 - 2011)
- 1 lugar Anime Jungle Party 11/2011 (all4frag)
- 1 lugar ZOWIE EXTREME (ETAPA MANAUS) ((all4frag)
- 1 lugar Manaus Game Festival 07/2011 (all4frag)
- 1 lugar COPA AREA51 2011 ((all4frag)
- 1 lugar @COPA MRS 2012 (all4frag)
- 1 lugar @anime Copa Mrs 2012 (all4frag)
- 1 lugar @anime Jungle Party 11/2011 (all4frag)
- 1 lugar Camp mrs Lan 2011 (all4frag)
- 1 lugar BOOTCAMP A51 9/2011 (all4frag)
- 1 lugar GRANDEPREMIUM A51 8/2011 (all4frag)
- 1 lugar BOOTCAMP A51 7/2011 (all4frag)
- 1 lugar GRANDEPREMIUM AR51 6/2011 (all4frag)
- 1 lugar GRANDEPREMIUM A51 5/2011 (all4frag)
- 1 lugar GRANDE PREMIUM DO ANO A51 1/2012 (all4frag)
- 1 lugar @ 2º Manaus Fest Game - 02/2010 (all4frag)
- 1 lugar @ Qualify ESWC 2010 etapa Manaus/AM - 03/2010 RAGE
- 1 lugar @ Anime Jungle Manaus/AM - 09/2010 (rage)
- 1 lugar @ COPA AREA51 - 07/2009 (rage)
- 1 lugar @ COPA MRS LAN HOUSE - 11/2009 (am.rOx)
- 1 lugar @ 2ªNortegaming challenge - 2009 (rage)
- 1 lugar @ Qualify Nortegame2 1ªetapa MRS - 2009 (rage)
- 1 lugar @ Qualify Nortegame2 2ªetapa Spider - 2009 (rage)
- 1 lugar @ Qualify Nortegame2 2ªetapa MRS - 2009 (rage)
- 1 lugar @ Qualify KODE5 etapa Manaus/AM - 2009 (rage)
- 1 lugar @ Qualify Liga Monkey (rage)
- 1 lugar Qualify Internet Mega Acervus Cup @2012
- 2 lugar @ Qualify Brasil Cup (rage)
- 2 lugar  @ Copa MrS (rage)
- 2 lugar  @ Liga CS - 08/2009 (am.rOx)
- 2 lugar @ Qualify KODE5 etapa Manaus/AM - 10/2010 (rage)
- 2 lugar @ Anime Jungle Party 4/11 (jmaik)
- 2 lugar @ Copa Invasion 2007 (dep)
- 3 lugar @ Manaus Fest Game - 08/2009 (am.rOx)
- 3 lugar@ Qualify cpl - 2007 (solamento)
- 4/5 lugar @ Copa mrs - 2007 (solamento)
- 4/5 lugar @ qualify wcg (vision)
- 4 lugar @ Mega Acervus Cup Nacional 2012 @botucatu
- 7/8 lugar @Final Nacional CWB JUNGLE 2012
- 12-32  lugar KODE5 2008 @São Paulo

#### 2012
- 1° lugar Lan House Castelo 2012 (Manaus)

#### 2013
- 1° lugar Copa Mrs Point Blank 2013 (Manaus)
- 1° CBC TORNEIO EASTERN ROAD 3 - 2013
- 1° CBC TORNEIO EASTERN ROAD 2 - 2013
- 1° CBC TORNEIO EASTERN ROAD Final - 2013
- 1° Lugar Pre Seletiva WGB - 2013
- 1° Lugar Seletiva Brasileira PBIC - 2013
- 5° Point Blank International Championship (Tailândia)

#### 2014
- 1° Lugar GameWise - 2014
- 1° Lugar @Lan FPS League L.G.X SP - 2014
- 1° Lugar WGB Premium - 2014
- 1° Seletiva online CBPB - 2014
- 1° Campeonato Brasileiro de Point Blank - CBPB 2014
- 2° Seletiva Brasileira PBIC - 2014
- 2° Brasil Game Show - 2014
- 2° Lugar XMA São Paulo - 2014
- 2° Lugar Circuito game7 - 2014

#### 2015
- 1° CNPB 1 Temporada - CNPB 2015
- 1° Lugar Brazil Mega Arena - 2015
- 2° Lugar XMA São Paulo - 2015
- 2° Campeonato Brasileiro de Point Blank - CBPB 2015
- 2° Campeonato LHG - 2015
- 3° Lugar TOP RUN ARENA - 2015

#### 2016
- 1° Lugar CNPB 4 Temporada @lan - 2016
- 1° Lugar Desafio Red Zero MAX5 @lan - 2016
- 2° CNPB 3 Temporada - CNPB 2016
- 2° Point Blank World Champions - 2016
- 2° PBIC - 2016

#### 2017
- 3° CNPB 5 Temporada - 2017
- 3° PBWC - 2017
- 2° CNPB 6 Temporada - 2017

### Prêmios

#### 2018
| Ano  | Prêmio                | Indicação              | Resultado |
| ---- | --------------------- | ---------------------- | --------- |
| 2018 | Prêmio eSports Brasil | Melhor streamer do ano | Venceu    |

#### 2019
| Ano  | Prêmio                | Indicação              | Resultado |
| ---- | --------------------- | ---------------------- | --------- |
| 2019 | Prêmio eSports Brasil | Melhor streamer do ano | Indicado  |

### Títulos
- Melhor jogador Campeonato Spider Lan House - 2012
- Melhor jogador da Seletiva Brasileira PBIC - 2013